# Holocneminus multiguttatus
Holocneminus multiguttatus là một loài nhện trong họ Pholcidae. Loài này komt voor ban Sri Lanka đến Malaysia và Sulawesi.